# 알리아 알후세인
알리아 바하우딘 투칸(1948년 12월 25일 ~ 1977년 2월 9일, 아랍어: علياء بهاء الدين طوقان) 또는 알리아 알후세인은 요르단의 왕비이면서 동시에 후세인 1세 국왕의 3번째 부인이었다.

## 생애
알리아는 1948년 12월 25일에 이집트 카이로에서 이브라힘 하심 파샤의 조카인 하난 하심과 바하투칸 사이에서 태어났다. 그녀의 아버지인 투칸은 알리아가 태어났을 당시 영국, 이탈리아, 터키, 이집트 주재 요르단 대사를 역임했다. 투칸은 압둘라 1세 국왕의 보좌관을 역임했으며, 1952년 요르단 헌법 작성을 도왔고, 초대 유엔 주재 요르단 대사였다.
알리아는 어린 시절 대부분을 아버지가 요르단 외교 사절단에서 일함에 따라 함께 여행을 다니며 보냈고, 이집트, 터키, 런던, 미국, 로마 등에서 거주하였다. 그녀는 남동생 알라, 압둘라와 함께 런던 기독교 학교에 다녔고 이후 시카고 로욜라 대학의 존 펠리스 로마 센터에서 사회심리학과 정치학을 공부했다. 이후 뉴욕 헌터 칼리지에서 홍보학을 공부했고, 외교관을 목표로 공부했다.
1971년에 요르단으로 이주하여 로얄 요르단 항공에서 일했고, 1972년 9월에는 압둘라 1세의 손자인 후세인 1세 국왕으로부터 아카바 연안에서 열린 제1회 국제 수상스키 축제를 감독해달라는 요청을 받았다. 1977년 2월 9일에 요르단 남부 타필라 인근에서 헬리콥터 사고로 사망하였다.

## 가족
1972년 12월 24일에 요르단의 후세인 1세 국왕과 결혼하여, 여왕 칭호가 붙여졌다. 하야 공주와 알리 왕자를 자녀로 두었다. 두 자녀는 암만 공항 근처의 난민촌서 비행기 추락으로 어머니를 잃은 팔레스타인 소녀 비르를 입양하였다.

## 여왕으로서의 업적
알리아는 여왕이 된 이후 여성과 아이들을 위한 사회 개발 프로젝트에 투자하였다.
이로인해 SOS어린이 마을, 후세인 1세 메디칼 센터 산하의 재활 센터 등이 설립되었다.
1974년 여성 선거권과 피선거권을 요구하였고 실제로 동년 4월 4일 여성 선거권과 피선거권을 내용으로 하는 법안이 공포되었으나 1974년과 1989년 두번에 걸친 의회 활동이 중단되면서 시행이 저지되었다.
1976년 알리아 여왕은 오스트리아 공화국의 'Great star of honour for servieces to the Repulic of austria' 훈장을 받았다.
그녀의 사후 요르단의 수도인 암만에 위치한 국제공항이 1983년 건립되면서 그녀의 이름을 따 알리아 국제 공항으로 명명되었다.